# 満身創痍
| ウィキペディアには「満身創痍」という見出しの百科事典記事はありません（タイトルに「満身創痍」を含むページの一覧/「満身創痍」で始まるページの一覧）。 代わりにウィクショナリーのページ「満身創痍」が役に立つかもしれません。 |